# 联芳街道
联芳街道，是中华人民共和国重庆市沙坪坝区下辖的一个乡镇级行政单位。2011年沙坪坝区正式设立联芳街道办事处。

## 行政区划
联芳街道下辖以下地区：
学堂堡社区、联芳桥社区、圣泉社区、双朝门社区、平顶山社区和香榭里社区。